# Nouans

Nouans este o comună în departamentul Sarthe, Franța. În 2009 avea o populație de 275 de locuitori.